# Lista de filmes portugueses de 1925
Lista de filmes portugueses de longa-metragem lançados comercialmente em Portugal em 1925, nas salas de cinema.
Notas: Na secção coprodução, passando o cursor sobre a bandeira aparecerá o nome do país correspondente.
| # | Filme            | Realização   | Género | Estreia     | Coprodução |
| - | ---------------- | ------------ | ------ | ----------- | ---------- |
| 1 | Os Olhos da Alma | Roger Lion   | Drama  | 30 de março | França     |
| 2 | A Tormenta       | George Pallu | Drama  | 12 de junho | —          |